# Benedict Akwuegbu
Benedict Akwuegbu (Jos, 3 de novembro de 1974) é um ex-futebolista nigeriano que atuava como atacante.

## Carreira em clubes
Jogou por Lens, Eendracht Aalst, Harelbeke, Waregem, Tienen, Grazer AK, Shenyang Ginde, Kärnten, St. Gallen, Wacker Innsbruck, Siegen, Tianjin Teda, Panserraikos, Qingdao Jonoon, Beijing Hongdeng e Basingstoke Town, onde encerrou a carreira em 2010.

## Carreira internacional
Akwuegbu integrou o elenco da Nigéria que disputou o Campeonato Mundial de Futebol Sub-16 de 1989, mas não foi utilizado em nenhuma das 4 partidas da seleção durante a campanha.
Pelo time principal das Super Águias, disputou a Copa das Nações Africanas de 2000 e a Copa do Mundo de 2002, onde atuou contra a Inglaterra na fase de grupos.

## Títulos
Grazer AK
- Campeonato Austríaco: 2003–04
- Copa da Áustria: 2000, 2002
- Supercopa da Áustria: 2000, 2002